# 구글의 개요
다음 개요는 구글에 대한 개요 및 주제 가이드로 제공된다.
구글은 온라인 광고 기술, 검색, 클라우드 컴퓨팅, 소프트웨어 및 하드웨어를 포함하는 인터넷 관련 서비스 및 제품을 전문으로 하는 미국의 다국적 기술 회사이다.

## 구글 LLC
- 표어: "Do the right thing"[1]
- 웹사이트: about.google
- CEO: 선다 피차이
- 공동 설립자: 래리 페이지
- 공동 설립자: 세르게이 브린
- 모회사: 알파벳 (기업)
- 구글의 역사
- 구글에 대한 비판
- 구글에 의한 검열
- 구글이 인수한 기업 목록
- Google.org
- 구글 플랫폼
- 구글플렉스
- 구글 로고
- 구글 두들
- 구글의 이스터 에그 목록
- 구글의 만우절 농담 목록(en)

## 제품

### 검색
- 알고리즘:
  - 페이지랭크
  - 구글 허밍버드
  - 구글 판다
  - 구글 펭귄
  - 관련 항목: 구글 패널티(en)
- 분석:
  - 구글 트렌드
  - Google Insights for Search
  - 지식 그래프
- 구글 인스턴트
- 구글 음성 검색
- 구글 실시간 검색
- 구글 개인화 검색
- 구글 웹 역사(en)
- 구글 커스텀 검색(en)
- 관련 항목 :
  - 구글 검색의 연표
  - en:Google Searchology

### 지도
- 구글 트래픽
- 구글 트랜짓
- 구글 스트리트 뷰
- 구글 항공뷰
- 구글 어스
  - en:Google Mars
  - en:Google Moon
  - en:Google Sky
- 구글 래티튜드
- 구글 지도 내비게이션
- 구글 지도 (앱)
- 구글 맵 메이커
- 구글 지도 핀

### 유튜브
- 유튜브의 역사
- 유튜브의 사회적 영향(en)
- 유튜브 검열
- Me at the zoo - 유튜브에 업로드된 최초 동영상

### Gmail
- Gmail 인터페이스
- Gmail의 역사

### 크롬
- 모바일 버전:
  - en:Google Chrome for Android
  - en:Google Chrome for iOS
- 크롬OS
- 크롬 웹 스토어
- 구글 크롬 앱
- 구글 크롬 확장
- 오픈 소스:
  - 크로미엄
  - 크로미엄OS
- 구글 크롬 프레임
- en:Google Chrome Experiments

### 문서 편집기
- 구글 문서도구
- 구글 시트
- 구글 슬라이드
- 구글 드로잉
- 구글 설문지
- 구글 사이트
- 구글 킵

### 안드로이드
- 안드로이드 소프트웨어 개발
- 안드로이드 버전 역사
  - 안드로이드 롤리팝
  - 안드로이드 젤리빈
  - 안드로이드 4.0
- 파생:
  - 안드로이드 웨어
  - 안드로이드 오토
  - 안드로이드 TV
- 안드로이드 원
- 안드로이드의 기능 목록
- 안드로이드 런처 목록
- 안드로이드 애플리케이션 패키지
- 안드로이드 런타임
- 안드로이드 루팅
- 안드로이드 스튜디오

### 픽셀
- 크롬북 픽셀
- 픽셀북
- 픽셀북 고
- 픽셀 C
- 픽셀 슬레이트
- 픽셀
- 픽셀 2
- 픽셀 3
- 픽셀 3a
- 픽셀 4
- 픽셀 4a
- 픽셀 5
- 픽셀 5a
- 픽셀 6
- 픽셀 버즈

## 역사

### 구글의 역사
- 구글 검색의 연표
- Gmail의 역사
- 유튜브의 역사
- 안드로이드의 역사
  - 안드로이드 버전 역사
- 구글의 역사
- 구글 지도의 역사
  - 구글 스트리트 뷰의 연표
- 구글 문서도구의 역사
- 블로거의 역사
- 구글 버즈의 역사

### 제품 출시 연표
- 1998 – 구글 검색
- 2001 – 구글 그룹스
- 2002 – 구글 뉴스
- 2004 – 오르컷
- 2004 – Gmail
- 2005 – IGoogle
- 2005 – 안드로이드 (인수)
- 2005 – 구글 지도
- 2005 – 구글 리더
- 2006 – 구글 캘린더
- 2006 – 구글 문서도구
- 2006 – 유튜브 (인수)
- 2008 – 구글 크롬
- 2010 – 구글 넥서스
- 2010 – 구글 이북스
- 2010 – 구글 버즈
- 2011 – 구글
- 2012 – 구글 드라이브
- 2012 – 구글 플레이
- 2013 – 구글 킵
- 2013 – 구글 글래스
- 2013 – 구글 픽셀
- 2014 – 네스트 (인수)
- 2015 – 구글 포토
- 2016 – 구글 네스트 (스마트 스피커)
- 2019 – 스테이디어
- 2023 – 바드

### 제품 중단 연표
- 2014 – 오르컷
- 2013 – IGoogle
- 2013 – 구글 리더
- 2011 – 구글 버즈
- 2011 – 구글 노트북
- 2011 – 구글 데스크톱
- 2011 – 구글 팩
- 2019 – 구글
- 2020 – 구글 플레이 뮤직
- 2023 – 스테이디어

## 비판
구글에 대한 비판
- 개인정보 문제
- 저작권 문제
- 독점, 반독점 위반
- 제품에 대한 비판:
  - Gmail에 대한 비판(en)
  - 구글 버즈에 대한 비판(en)

## 행사

### 개발자
- 구글 I/O
- 구글 개발자의 날
- 안드로이드 개발자의 날
- 안드로이드 개발자 캘린지
- 구글 코드 잼

### 기타
- 구글 사이언스 페어
- en:Google Searchology
- Doodle4Google

## 경영

### 공동 설립자
- 래리 페이지: 공동 설립자
- 세르게이 브린: 공동 설립자

## 구글이 미친 언어와 문화에 대한 영향
- 구글링
- 구글 폭탄
- Googlewhack